# 정지순
정지순(1976년 7월 21일 ~ )은 대한민국의 배우다.

## 학력
- 광신고등학교 졸업

## 출연작

### 영화
- 《안녕하세요》 (2022년) - 취객 역 (우정출연)
- 《열두 번째 용의자》 (2019년) - 우병홍 역
- 《걱정말아요》 (2017년) - 춘길 역
- 《스페어》 (2008년) - 경찰 역
- 《방울토마토》 (2008년) - 전경 남 역
- 《모두들, 괜찮아요?》 (2006년) - 출판사 사장 역
- 《그녀를 믿지 마세요》 (2004년) - 용강 매표원 역
- 《남남북녀》 (2003년) - 철수 친구 안경 역

### 드라마 & 시트콤
- 《새벽 2시의 신데렐라》 (2024년, 채널A) - 이재하 역
- 《닥터 슬럼프》 (2024년, JTBC) - 한상철 역
- 《디 엠파이어 : 법의 제국》 (2022년, JTBC) - 김 셰프 역
- 《환혼》 (2022년, tvN) - 김 내관 역
- 《엉클》 (2021년 ~ 2022년, TV조선) - 변 이사 역
- 《월간 집》 (2021년, JTBC) - 경비 역
- 《허쉬》 (2020년, JTBC) - 오 비서 역
- 《막돼먹은 영애씨 17》 (2019년, tvN) - 정지순 역
- 《최고의 이혼》 (2018년, KBS2) - 고명근 역
- 《반짝반짝 들리는》 (2018년, KBS2) - 석현 역
- 《막돼먹은 영애씨 16》 (2017년, tvN) - 정지순 역
- 《막돼먹은 영애씨 15》 (2016년, tvN) - 정지순 역
- 《싸우자 귀신아》 (2016년, tvN) - 김 형사 역
- 《한 번 더 해피엔딩》 (2016년, MBC) - ‘자연산 글래머’를 원하는 상담 고객 역
- 《웹툰히어로 툰드라쇼 시즌 2》 (2016년, MBC Every1) - 나추남 역
- 《착하지 않은 여자들》 (2015년, KBS2) - 선동태 역
- 《막돼먹은 영애씨 14》 (2015년, tvN) - 정지순 역
- 《스웨덴 세탁소》 (2014년, MBC 드라마넷) - 찌질남 역
- 《전설의 마녀》 (2014년, MBC) - 탁대한 역
- 《드라마 페스티벌 - 기타와 핫팬츠》 (2014년, MBC) - 이 팀장 역
- 《막돼먹은 영애씨 13》 (2014년, tvN) - 정지순 역
- 《미미》 (2014년, Mnet) - 만화사업부 팀장 역
- 《별에서 온 그대》 (2013년~2014년, SBS) - 문 실장 역
- 《무정도시》 (2013년, JTBC) - 조하늘 역
- 《스캔들: 매우 충격적이고 부도덕한 사건》 (2013년, MBC)
- 《내 딸 서영이》 (2012년~2013년, KBS2) - 형사 역
- 《뱀파이어 검사 2》 (2012년, OCN)
- 《막돼먹은 영애씨 11》 (2012년, tvN) - 정지순 역
- 《우리가 결혼할 수 있을까》 (2012년, JTBC)
- 《아들 녀석들》 (2012년, MBC)
- 《막돼먹은 영애씨 10》 (2012년, tvN) - 정지순 역
- 《막돼먹은 영애씨 9》 (2011년, tvN) - 정지순 역
- 《반짝반짝 빛나는》 (2011년, MBC) - 출판사 기획 1팀 팀장 역
- 《막돼먹은 영애씨 8》 (2010년, tvN) - 정지순 역
- 《막돼먹은 영애씨 7》 (2010년, tvN) - 정지순 역
- 《제중원》 (2010년, SBS) - 손님 역 - 특별출연
- 《지붕뚫고 하이킥》 (2009년~2010년, MBC) - 형사 역 - 특별출연
- 《막돼먹은 영애씨 6》 (2009년, tvN) - 정지순 역
- 《망설이지마》 (2009년, SBS) - 백부장 역
- 《트리플》 (2009년, MBC) - U통신 한부장 역
- 《천사의 유혹》 (2009년, SBS) - 선생님 역 - 17회
- 《녹색마차》 (2009년, SBS) - 현숙 손님 역
- 《결혼 못하는 남자》 (2009년, KBS2) - 강 부장 역 - 특별출연
- 《장화홍련》 (2009년, KBS2) - 수찬의 남편 역
- 《남자 이야기》 (2009년, KBS2) - 사장님 역 - 특별출연
- 《청춘예찬》 (2009년, KBS1) - 순자의 언니 역
- 《꽃보다 남자》 (2009년, KBS2) - 잔디의 친구 역
- 《하얀 거짓말》 (2009년, MBC) - 사장 부장 역 - 특별출연
- 《막돼먹은 영애씨 5》 (2009년, tvN) - 정지순 역
- 《아내의 유혹》 (2008년, SBS) - 본 부장 역 - 특별출연
- 《아내와 여자》 (2008년, KBS2) - 손님 사장님 역 - 특별출연
- 《큰 언니》 (2008년, KBS1) - 오빠 역 - 특별출연
- 《엄마가 뿔났다》 (2008년, KBS2) - 조 남자 역 - 특별출연
- 《막돼먹은 영애씨 4》 (2008년, tvN) - 정지순 역
- 《막돼먹은 영애씨 3》 (2008년, tvN) - 정지순 역
- 《조강지처 클럽》 (2007년, SBS) - 손님 언니 역
- 《막돼먹은 영애씨 2》 (2007년, tvN) - 정지순 역
- 《그대의 풍경》 (2007년, KBS1)
- 《MBC 베스트극장 - 드리머즈》 (2007년, MBC) - 오우람 역
- 《누나》 (2006년, MBC)
- 《여우야 뭐하니》 (2006년, MBC)
- 《이 죽일 놈의 사랑》 (2005년, KBS2)
- 《쾌걸춘향》 (2005년, KBS2) - 성춘향 회사 직원 역
- 《아일랜드》 (2004년, MBC) - 시연이 오디션 보는 드라마 조감독 역
- 《영웅시대》 (2004년, MBC) - 박춘삼의 부하 역
- 《대장금》 (2003년, MBC) - 제주목 관노 역
- 《헬로! 발바리》 (2003년, KBS2)
- 《대추나무 사랑걸렸네》 (1999년, KBS1)
- 《부부클리닉 사랑과 전쟁》 (1999년, KBS2)

### 교양
- 《기막힌 이야기 실제상황》 (2014년, MBN)

### 방송
- 《방귀대장 뿡뿡이》 (EBS)
- 《모여라 딩동댕》 (EBS)
- 《6시 내고향》 (KBS1)
- 《무엇이든 물어보세요》 (KBS1)
- 《아침마당》 (KBS1)
- 《수학 탐정 아리송》 (EBS)

### 연극
- 《패밀리 빼밀리》 (2010) - 나철학 역